# Amaia Yoldi
Amaia Yoldi (Pamplona, 1973) es una guionista y directora de cine española.

## Biografía
Nació en Pamplona en 1973. Tras 22 años de un trabajo estable y convencional, se enfocó en inventar historias. 
Estudió guion en la EICTV (Escuela Internacional de Cine y Televisión de San Antonio de los Baños, Cuba) en 2010, y en la ECAM (Escuela de Cinematografía y Audiovisual de la Comunidad de Madrid) en 2020, y también estudió Dirección en los talleres Filmando en Navarra con Oliver Laxe (2020) e Isabel Coixet (2021).
Fue seleccionada en la edición Autumn 2022 del Programa Eureka (Series Mania Institute) para el desarrollo de una serie de HBO Max con otros doce guionistas europeos.
Como creadora y guionista, en 2020 coescribió la serie "XYZ", en 2021 escribió el largometraje "KARESANSUI" y en 2024, la serie "URRUTIA", obras seleccionadas en varias residencias y laboratorios nacionales e internacionales.
Ha sido directora y guionista de los cortometrajes "¿Cuánto pesa un oso polar? ",en 2015; "Conejo polilla" y "Y no quedarán ni los huesos" en 2020;"Aviones",en 2022; "Intercambio",en 2024.

## Premios y reconocimientos
- 2024. Premio mejor cortometraje de ficción en la XXIII Muestra Internacional de Cine y Diversidad Sexual, por el cortometraje "Intercambio".[9]
- 2024. Premio al mejor guion en el Festival Internacional de Cine de Comedia de Cuenca (FICCUE), por el cortometraje "Intercambio".[10]
- 2023. Premio RC service al mejor pitch dentro del Festival de Cine de Madrid PNR, como guionista del largometraje "Karesansui" .[11]

- 2022. Mención especial del jurado en el concurso de proyectos de cortometrajes por los derechos humanos de Amnistía Internacional – Abycine, por el cortometraje "Intercambio".[12]

- 2017. Mejor comedia romántica en el HARROGATE FILM FESTIVAL (INGLATERRA), por el cortometraje "¿Cuánto pesa un oso polar?".